# عاشق لیزا
عاشق لیزا (به انگلیسی: Love Liza) فیلمی محصول سال ۲۰۰۲ و به کارگردانی تاد لوئیسو است. در این فیلم بازیگرانی همچون فیلیپ سیمور هافمن، کتی بیتس، اریکا الکساندر، استیون توبولوسکی، کریس الیس و کیلی گارنر ایفای نقش کرده‌اند.